# Erik Durm
Erik Durm (Pirmasens, el 12 de maig de 1992) és un exfutbolista alemany que jugava en la posició de lateral.
El 8 de maig de 2014, va ser inclòs pel seleccionador alemany Joachim Löw a la llista preliminar de 30 jugadors per la fase final del mundial de 2014. Posteriorment, el juny de 2014 va ser seleccionat com un dels 23 jugadors per representar Alemanya a la Copa del Món de Futbol de 2014 al Brasil.
Ell era davanter jugant a la tercera divisió alemanya (Borussia Dortmund ll) abans que l'entrenador Jürgen Klopp el convertís en un defensor.
Durm va dir:
"Jo vaig ser davanter per 15 anys i encara m'encanta córrer cap endavant en l'atac", va dir a periodistes al camp d'Alemanya. "Però jo sé que sóc un defensor i l'objectiu és evitar gols. Encara m'encanta tot el relacionat amb l'atac, és molt divertit. Jo sempre intentaré entrar en l'atac cada vegada que pugui."
"Jo vaig ser davanter per 15 anys i encara m'encanta córrer cap endavant en l'atac", va dir a periodistes al camp d'Alemanya. "Però jo sé que sóc un defensor i l'objectiu és evitar gols. Encara m'encanta tot el relacionat amb l'atac, és molt divertit. Jo sempre intentaré entrar en l'atac cada vegada que pugui."

## Trajectòria

### Inicis
Durm començar la seva carrera el 1998 al planter del SG Rieschweiler i després es va unir al planter del 1. FC Saarbrücken el 2008, equip en el qual va ser el màxim golejador de la lliga 2009-2010 amb 13 gols. El juliol de 2010, Durm va ser traspassat al planter de l'1 FSV Mainz 05, debutant amb el filial en la temporada 2010-2011 el 4 de desembre del 2010 davant l'SV Elversberg a la Regionalliga. La temporada 2011-2012, Durm es va consolidar al filial de l'1 FSV Mainz 05 i va aconseguir marcar set gols en els seus deu primers partits. El jove alemany va aconseguir marcar dos gols com a visitant en la jornada 7 davant l'Eintracht Frankfurt. Va acabar la primera volta de la temporada marcant nou gols, i encara va marcar quatre gols més a la segona volta de la temporada 2011-2012. Després d'aquesta temporada, FSV Mainz 05 i Borussia Dortmund van oferir a Durm signar un contracte professional, 1 però Durm rebutjar l'oferta del Mainz per fitxar amb el Borussia.

### Borussia Dortmund
La temporada 2012-13, Durm va signar un contracte amb el Borussia Dortmund fins a juny de 2014 i Durm va ser inclòs en el Borussia Dortmund II que competeix en la tercera lliga alemanya. La temporada 2012-13, el 21 de juliol de 2012, Durm va debutar professionalment en un joc per al Borussia Dortmund II, que juga a la 3. Lliga, davant el VfL Osnabrück.
La temporada 2013-14 de la Bundesliga, Durm va ser inclòs en el primer equip del Borussia Dortmund i el 10 d'agost de 2013, va debutar per BVB a la Bundesliga; substituint en el minut 87 a Robert Lewandowski en la victòria de 4-0 sobre el FC Augsburg. Durm debutar a la Lliga de Campionsde la UEFA l'1 d'octubre de 2013 amb una victòria de 3-0 sobre el club francès Olympique de Marsella.
A l'inici de la temporada 2014-15, Durm va jugar la final de la Supercopa d'Alemanya, disputada el 13 d'agost de 2014 substituint a Marcel Schmelzer en el minut 45, aconseguint així el seu primer títol com a jugador del Borussia Dortmund en vèncer per 2-0 al Bayern de Múnic.

## Internacional

### Sub-19, Sub-20 i Sub-21
Durm va jugar el 2011, tant per a l'Alemania sub-19 com per la sub-20; i va debutar per l'equip sub-19 el 31 de maig de 2011, en una victòria per 3-0 contra Hongria, i va marcar dos gols. El 12 de novembre de 2011, Durm va debutar per a l'equip alemany sub-20 contra Polònia. Durm va debutar amb la selecció alemanya sub-21 el 13 d'agost de 2013, en un empat 0-0 contra França.

### Sènior (absoluta)
L'1 de juny de 2014, Durm va debutar amb la selecció absoluta d'Alemanya en un empat 2-2 contra el Camerun. L'endemà, va ser nomenat en la selecció d'Alemanya per a la Copa Mundial de la FIFA 2014.

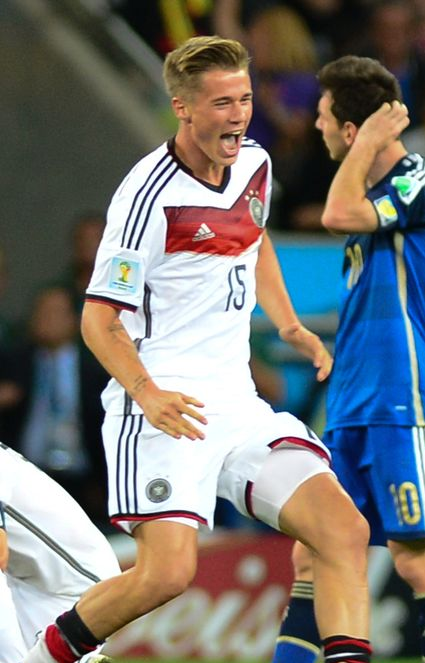
Durm celebrant la victòria d'Alemanya a la final de la Copa del Món 2014.